# Wladimir Pawlowitsch Linnik
Wladimir Pawlowitsch Linnik (russisch Владимир Павлович Линник, englische Transkription: Vladimir Pavlovich Linnik; * 24. Junijul. / 6. Juli 1889greg. in Charkiw; † 9. Juli 1984 in Komarowo) war ein sowjetischer Physiker, der auf dem Gebiet der Optik arbeitete.

## Leben
Linnik studierte nach seiner Schulzeit an einem Gymnasium ab 1909 an der Physikalisch-Mathematischen Fakultät der Universität Kiew. Nach dem Studienabschluss 1914 war er bis 1918 als Lehrer tätig und arbeitete nebenher im Physikalischen Laboratorium der Universität. Ab 1918 lebte er in Bila Zerkwa, wo er Physik an einem Technikum für Landwirtschaft lehrte. 1923 wechselte er an das Polytechnische Institut Kiew. Ab 1926 arbeitete in einem Betrieb der staatlichen optischen Industrie und wurde Leiter eines Labors für optische Präzisionsgeräte. 1934 wurde er außerdem als Professor an die Universität Leningrad berufen, wo er bis 1941 tätig war. Nach Ende des Zweiten Weltkrieges arbeitete er von 1946 bis 1958 am Pulkowo-Observatorium.
Neben seinen Beiträgen zur Kristallstrukturanalyse mittels Röntgenstrahlen war sein wissenschaftliches Arbeitsgebiet die Entwicklung verschiedener optischer Instrumente. Sein besonderes Interesse galt dem Bau solcher Instrumente, darunter verschiedene spezielle Interferometer, für die Astronomie. Er gilt als einer der Initiatoren der modernen adaptiven Optik.
1939 wurde er zum Mitglied der Akademie der Wissenschaften der UdSSR gewählt.
Linnik wurde vielfach ausgezeichnet. 1969 wurde er Held der sozialistischen Arbeit. 1973 erhielt er für seine Leistungen auf dem Gebiet der optischen Astronomie die S.-I.-Wawilow-Goldmedaille.
Er starb 1984 in Komarowo bei Leningrad.
Der bekannte Mathematiker Juri Linnik (1915–1972) war sein Sohn.